# Lago Constancia
El lago Constancia es un cuerpo superficial de agua ubicado al lado poniente del límite internacional de la Región de Los Lagos.

## Ubicación y descripción
El lago se encuentra en la cuenca superior del río Golgol, que es su emisario. Se encuentra a 1.290 m s. n. m., con una superficie de 17 km² y pertenece al parque nacional Puyehue.: 12 

## Historia
Luis Risopatrón lo describe en su Diccionario Jeográfico de Chile (1924):: 248 
Constancia (Lago). De mediana estensión, se encuentra a 1290 m de altitud, al pié W del cordón limitáneo con la Arjentina, en la parte superior del río Golgol, del que es tributario.